# Campeche
Campeche (wymowaⓘ) – stan w południowo-wschodnim Meksyku, położony na półwyspie Jukatan. Stolicą stanu jest miasto Campeche. Campeche z graniczy z następującymi stanami: Quintana Roo na wschodzie, Tabasco na południowym zachodzie, Jukatan na północy i z gwatemalskim departamentem Petén na południu. Od zachodu stan styka się z wodami Zatoki Meksykańskiej (dokładniej z zatoką Campeche).

## Podział administracyjny
Stan dzieli się na 11 gmin (hiszp. municipios).

## Historia
Przed przybyciem Hiszpanów terytorium obecnego stanu Campeche zajmowali Majowie, po których zostały takie stanowiska archeologiczne jak: Calakmul, Río Bec, Edzná, Hormiguero i Becán. Nazwa stanu wywodzi się z języka Majów, a dokładniej od słowa Cam Pech, co oznacza „Miejsce węży i kleszczy”.
Campeche zostało odkryte 22 marca 1517 r. przez ekspedycję Francisco Hernándeza de Córdoby.
Przez długi okres terytorium Campeche wchodziło w skład stanu Jukatan. Dopiero 7 sierpnia 1857 r. obszar ten uzyskał status stanu.

## Warunki klimatyczne i geograficzne
Campeche posiada linię brzegową o długości 404 km, w jego skład wchodzą także takie wyspy jak: Isla del Carmen, Jaina, Triángulo i Cayos Arcas.
Północna i wschodnia część stanu mają charakter górzysty, natomiast na południu rozciąga się rozległa równina. W regionie tym uformowały się także liczne jeziora podziemne (tzw. cenotes), które znajdują się w wapiennych jaskiniach. Wzdłuż wybrzeża znajdują się liczne laguny. Główne rzeki regionu to: Candelaría i Champotón, natomiast Usumacinta stanowi granicę ze stanem Tabasco. Warto wspomnieć także o Laguna de Términos, dużej lagunie znajdującej się w południowej części wybrzeża, która jest zasilana przez kilka rzek.
Z powodu ciepłych wód Zatoki Meksykańskiej klimat jest tutaj wyjątkowo gorący i wilgotny. Średnie temperatury wahają się od 24 do 28 °C. Średnia roczna opadów wynosi 95 cm. Najbardziej obfitymi w deszcze miesiącami są sierpień i wrzesień. Roślinność stanu stanowią głównie gęste lasy deszczowe. Znajdują się tu także stanowiska jaguara (w Rezerwacie Biosfery Calakmul), z flory roślinnej należy wymienić rosnące tutaj rzadkie gatunki storczykowatych.

## Gospodarka
Około 45% całego PKB stanu stanowi wydobycie ropy naftowej z platform wiertniczych położonych na wodach Zatoki Campeche. Dużą część w dochodach ludności stanu stanowią dochody z turystyki a także usługi finansowe i pośrednictwo nieruchomości. Wydobywa się tu ponad jedną czwartą całego gazu ziemnego w Meksyku.
Rolnictwo i hodowla stanowią również ważne źródło utrzymania ludności, szczególnie na północnym wschodzie gdzie opady są trochę mniejsze niż w reszcie stanu. Uprawia się tu m.in. mango, cytrusy, arbuzy, papaję. Z roślin żywieniowych natomiast: kukurydzę, ryż, fasolę, soję, paprykę. Hoduje się tutaj bydło, świnie, ponadto mieszkańcy regionu zajmują się pszczelarstwem.
Rybołówstwo jest również ważną branżą gospodarki.

## Galeria

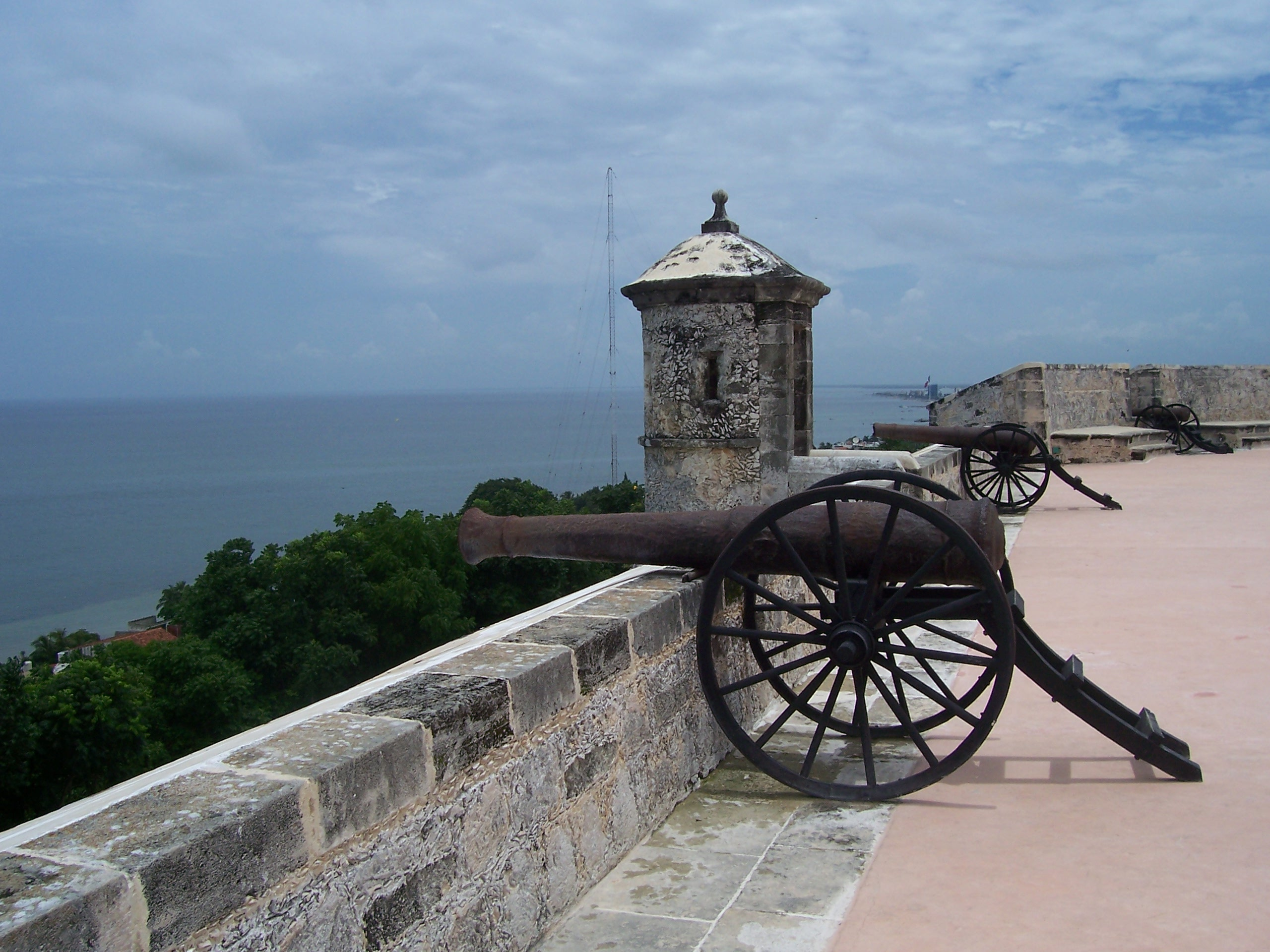
Fuerte de San Miguel
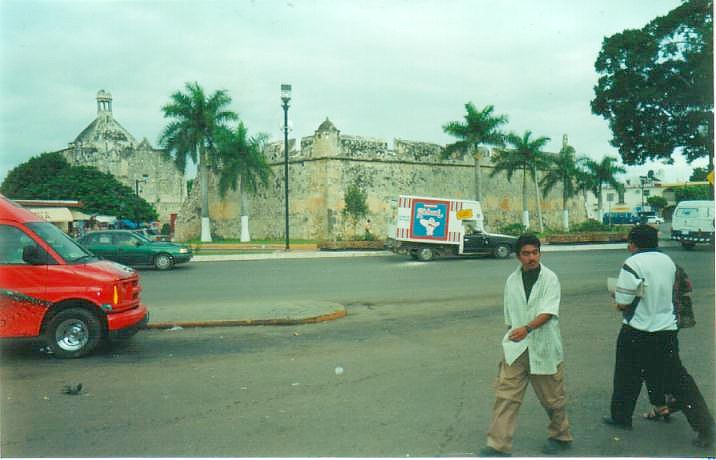
Ciudad de Campeche